# Милан Ерак
Милан Ерак (Кикинда, 23. јануар 1950 — Београд, 20. јануар 1995) био је српски филмски и телевизијски глумац.

## Филмографија
| Год.    | Назив                                | Улога                  |
| ------- | ------------------------------------ | ---------------------- |
| 1960-те |                                      |                        |
| 1968.   | Кад голубови полете                  | Риле                   |
| 1970-те |                                      |                        |
| 1974.   | Димитрије Туцовић (ТВ серија)        |                        |
| 1975.   | Синови                               | Бошко                  |
| 1975.   | Шта да се ради                       | Хост                   |
| 1975.   | Ђавоље мердевине                     |                        |
| 1976.   | Војникова љубав                      | Асим                   |
| 1976.   | Морава 76 (ТВ серија)                |                        |
| 1976.   | На путу издаје (мини-серија)         | Спроводник             |
| 1976.   | Два другара                          | Лазар                  |
| 1978.   | Окупација у 26 слика                 | Мараш                  |
| 1980-те |                                      |                        |
| 1980.   | Снови, живот, смрт Филипа Филиповића |                        |
| 1980.   | Интереси                             | Слободан               |
| 1980.   | Нешто из живота                      | Ралетов друг           |
| 1981.   | Последњи чин                         | чувар у затвору        |
| 1981.   | Светозар Марковић (ТВ серија)        |                        |
| 1981.   | База на Дунаву                       | студент Мића           |
| 1982.   | Приче преко пуне линије              |                        |
| 1982.   | Непокорени град                      | Истражитељ Камбера     |
| 1983.   | Малограђани                          | син Петар              |
| 1983.   | Балкан експрес                       | Максим Стефановић      |
| 1984.   | Не тако давно                        |                        |
| 1985.   | Једна половина дана                  | Подофицир Столе        |
| 1985.   | Живот је леп                         | шофер џипа             |
| 1986.   | Одлазак ратника, повратак маршала    | Стојан                 |
| 1987.   | Заљубљени                            |                        |
| 1987.   | Вук Караџић (ТВ серија)              |                        |
| 1988.   | Пут на југ                           | Италијан               |
| 1988.   | Шта радиш вечерас                    | Дача                   |
| 1988.   | Четрдесет осма — Завера и издаја     | Милован Ђилас          |
| 1989.   |                                      |                        |
| 1989.   | Шведски аранжман                     |                        |
| 1989.   | Балкан експрес 2 (ТВ серија)         | Максим Стефановић      |
| 1990-те |                                      |                        |
| 1990.   | Дуги живот брачног пара Кос          | Доктор Драган Смиљанић |
| 1990.   | Глуви барут                          | Млађен                 |
| 1991.   |                                      |                        |
| 1992.   | Проклета је Америка                  |                        |
| 1993.   | Театар у Срба                        | Димитрије Гирол        |
| 1994.   | Вуковар, једна прича                 | пљачкаш                |
| 1995.   | Крај династије Обреновић             | Милан Маринковић       |